# Pouteria crassiflora
Pouteria crassiflora är en tvåhjärtbladig växtart som beskrevs av João Murça Pires och Terence Dale Pennington. Pouteria crassiflora ingår i släktet Pouteria och familjen Sapotaceae. IUCN kategoriserar arten globalt som sårbar. Inga underarter finns listade i Catalogue of Life.